# 귀타귀
《귀타귀》(鬼打鬼, Encounters Of The Spooky Kind)는 홍콩에서 제작된 홍금보 감독의 1980년 액션, 코미디, 판타지 영화이다. 홍금보 등이 주연으로 출연하였고 추문회 등이 제작에 참여하였다. 이 영화는 보 호 필름 컴퍼니에 의해 제작되었다. 미국에서는 "Spooky Encounters"라는 이름으로 개봉되었다.

## 출연

### 주연
- 홍금보

### 조연
- 진룡
- 종발
- 임정영
- 태보
- 적위
- 우마